# Eugenios Voulgaris
Eugenios Voulgaris, född 1716 och död 1806, var en grekisk polyhistor och teolog.
Voulgaris studerade i Jannina, Kozani och på Athos, där han 1753-58 var föreståndare för den grekisak akademin. Han ledde 1761-63 pratriarkatskolan i Konstantinopel, studerade sedan i Leipzig, och bosatte sig därefter i Ryssland, där han 1776-1801 var ärkebiskop av Cherson. Voulgaris har ansetts som det ortodoxa Balkans främste teolog i nyare tid, och även kallats "Greklands Melanchthon".